# Теория установления повестки дня
Теория установления повестки дня (англ. Agenda-setting theory) — позитивистская теория, согласно которой средства массовой информации оказывают значительное влияние на общественность непосредственно самим подбором того, что именно они освещают.
По мнению политолога Елены Дьяковой (2003) именно М. Маккомбс и Д. Шоу — одни из первых исследователей, которые обратились «функции массмедиа по установлению повестки дня». Их вклад заключался в том, что они обратили внимание на специфический аспект деятельности СМИ: строительство повестки дня или «Agenda building», то  есть дифференцирования «важных» и «неважных» тем за счет частоты упоминания.
Результатом работы массмедиа является «эффект установления повестки дня», что определяется как «акт веры в суждения средств массовой информации». Чтобы проверить его наличие применяется гибридный метод, разработанный М. Маккомбсом и Д. Шоу: сравнение результатов контент-анализа СМИ и социологических опросов, который иногда дополняется сравнением с реальный положением дел.